# Gaz Beadle

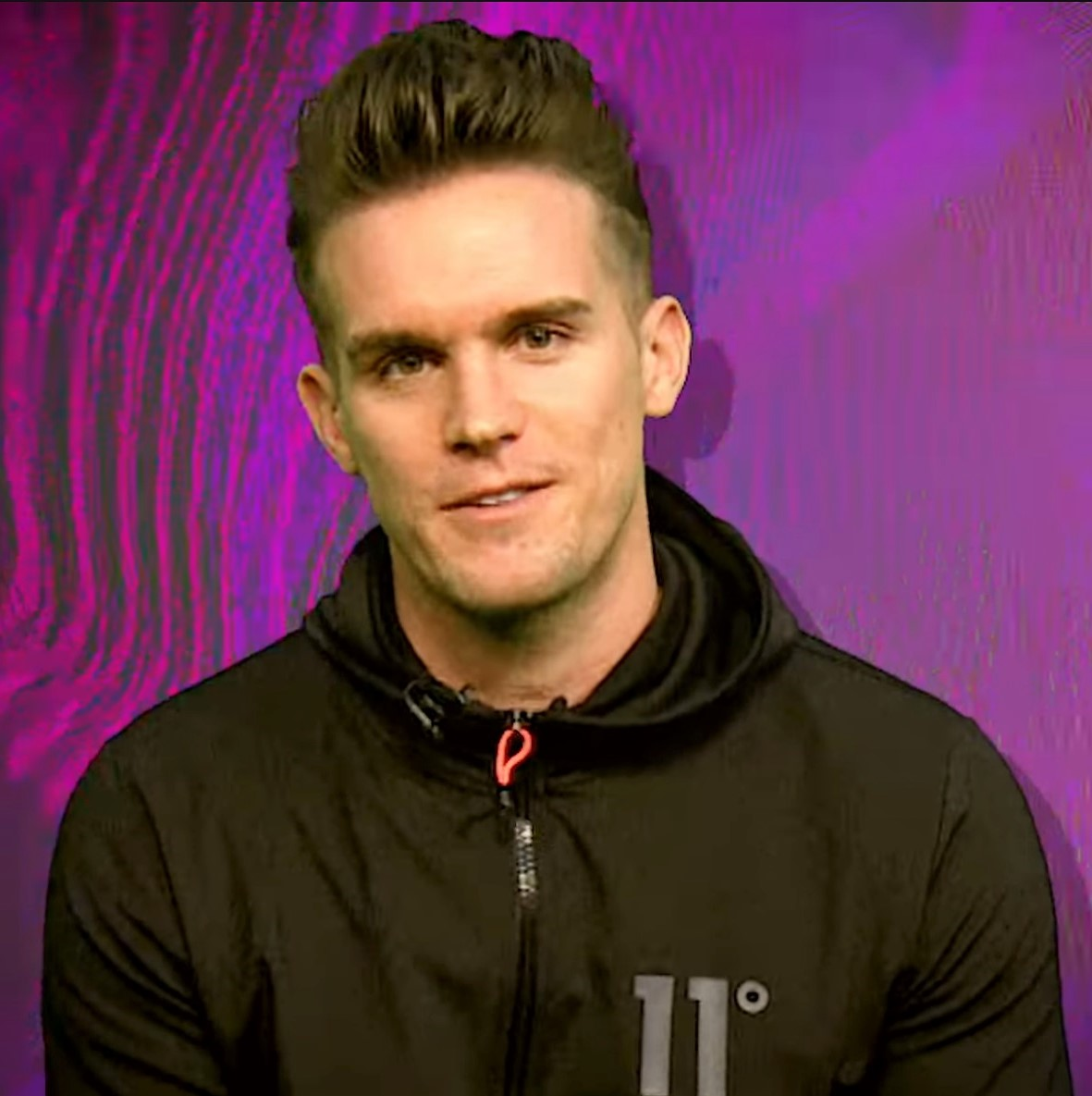
Gaz Beadle, 2017

Gary „Gaz“ Beadle (* 22. März 1988 in Hexham) ist ein englischer Reality-TV-Darsteller. Bekannt wurde er insbesondere durch die Fernsehsendung Geordie Shore.

## Karriere
Beadle trat erstmals im Jahr 2011 in der britischen Reality-TV-Serie Geordie Shore auf. Dort wirkte er von der 1. Staffel bis einschließlich der 15. Staffel (2017) als Mitglied des Casts mit, bis er die Serie aufgrund der Schwangerschaft seiner Freundin verließ. Insbesondere lag dabei der Fokus auf seiner On-/Off-Beziehung mit seiner Kollegin Charlotte Crosby.
Weitere Auftritte in weiteren Formaten wie Ex on the Beach oder Hell’s Kitchen Australia folgten.

## Fernsehen
- 2011–2017: Geordie Shore
- 2015–2016: Ex on the Beach
- 2017: Springbreak with Grandad
- 2017: Hell’s Kitchen Australia